# Philippe Erne
Pour les articles homonymes, voir Erne (homonymie).
Philippe Erne, né le 14 décembre 1986 à Eschen, est un footballeur international liechtensteinois.
Depuis 2011, il évolue au poste d'attaquant dans le club liechtensteinois du FC Balzers.

## Biographie
Le 3 juin 2011, lors des éliminatoires de l'Euro 2012 au stade Rheinpark Stadion de Vaduz contre la Lituanie, Philippe Erne ouvre le score à la 7e minute du match, son équipe s'imposera 2-0.

## Statistiques en sélection
| Année | Sélection Liechtenstein |
| ----- | ----------------------- |
| 2009  | 1 match                 |
| 2010  | 4 matchs                |
| 2011  | 3 matchs / 1 but        |